# Dora, Nova Mehika
Dora je vas, ki leži v okrožju Roosevelt, ki leži v ameriških zvezni državi Nova Mehika. 
Leta 2000 je naselje imelo 130 prebivalcev in 7,3 km² površine (naselje nima nobenih vodnih površin).